# Phạm (họ)
Phạm là một họ thuộc vùng Văn hóa Đông Á, phổ biến ở Việt Nam.
Chữ Phạm ở đây theo tiếng Phạn cổ thì đó là chữ "Pha" hoặc chữ "Pho" có nghĩa là "Thủ Lĩnh". Dịch sang Hán ngữ đó là chữ "Phạm" của họ Phạm.

## Nhân vật nổi bật

### Việt Nam

#### Nhà nước Lâm Ấp (Champa)
- Phạm Hùng (Champa): vua của triều vương thứ nhất (192-336) của nước Lâm Ấp, trị vì 270 - 282. Ông bị tướng Đào Hoàng của nhà Tây Tấn đánh bại.[1]
- Phạm Duật (Champa): con của Phạm Hùng, trị vì từ 283 - 336.[1]
- Phạm Văn: tể tướng Lâm Ấp, lên ngôi khi Phạm Dật mất, mở đầu triều vương thứ hai (336 - 420), trị vì từ 336 đến 349.[1]
- Phạm Phật: con của Phạm Văn, trị vì từ 349 - 380.[1]
- Phạm Tuấn Đạt: con của Phạm Phật, trị vì từ 380 - 413.[1]
- Phạm Dương Mại I mở đầu triều vương thứ ba (420 - 530), trị vì 420 - 421.[1]
- Phạm Dương Mại II: trị vì 421 - 446, nhiều lần tiến quân đánh Nam - Bắc triều của Trung Quốc (nhà Lưu Tống).[1]
- Phạm Thần Thành: con của Phạm Dương Mại II, trị vì từ 455 - 472.[1]
- Phạm Đang Căng Thuần, con vua Phù Nam tị nạn tại Lâm Ấp, cướp ngôi và trị vì từ 472 - 492.[1]
- Phạm Chư Nông: con của Phạm Thần Thành, giết Phạm Đăng Căn Thăng, được vua Nam Tề Vũ Đế phong vương Lâm Ấp năm 492, trị vì từ 492 - 498 thì chết đuối vì gặp bão khi đang trên đường sang Nam Tề.[1]
- Phạm Văn Tẩn: trị vì 498 - 502.[1]
- Phạm Phạn Chi: trị vì từ 577 - 629. Năm 605, ông bị tướng Lưu Phương của nhà Tùy đánh bại, phải co cụm lên vùng rừng núi Trà Kiệu (Quảng Nam) ngày nay. Cuối thời kì của ông là thời kì ra đời của nhà nước Champa.[1]

#### Thời Tiền Lý
- Phạm Tu: võ tướng nhà Tiền Lý giúp Lý Nam Đế dựng nước Vạn Xuân.

#### Nhà Ngô
- Phạm Lệnh Công: võ tướng nhà Ngô giúp Ngô Quyền dựng nước và là Hào trưởng vùng Trà Hương.
- Phạm Bạch Hổ: một sứ quân trong số 12 sứ quân nhà Ngô.
- Phạm Thị Uy Duyên: Thân mẫu của Ngô Xương Xí [2]

#### Nhà Đinh và Tiền Lê
- Phạm Cự Lạng: danh tướng thời nhà Đinh và nhà Tiền Lê.
- Phạm Thị Trân: bà tổ nghề hát chèo Việt Nam.

#### Nhà Lý
- Phạm Bỉnh Di (? - 1209): Tướng lĩnh thời Lý Cao Tông, là một trung thần của triều đình. Sau khi bị gian thần Phạm Du giết tại điện Kinh Tinh cùng con trai Phạm Phụ, loạn Quách Bốc cũng nổ ra, cùng với sự nổi dậy của nhiều sứ quân khác, triều đình nhà Lý đã suy lại càng suy vong, tạo điều kiện thuận lợi cho thế lực nhà Trần do Trần Lý và con trai Trần Tự Khánh dẫn đầu bắt đầu quá trình tiếm quyền và xây dựng triều đại của mình 15 năm sau.
- Phạm Du (? - 1209): tướng lĩnh nhà Lý, là một gian thần, ưa thói xiểm nịnh, sau vì họa sắc dục đến nỗi mất mạng.

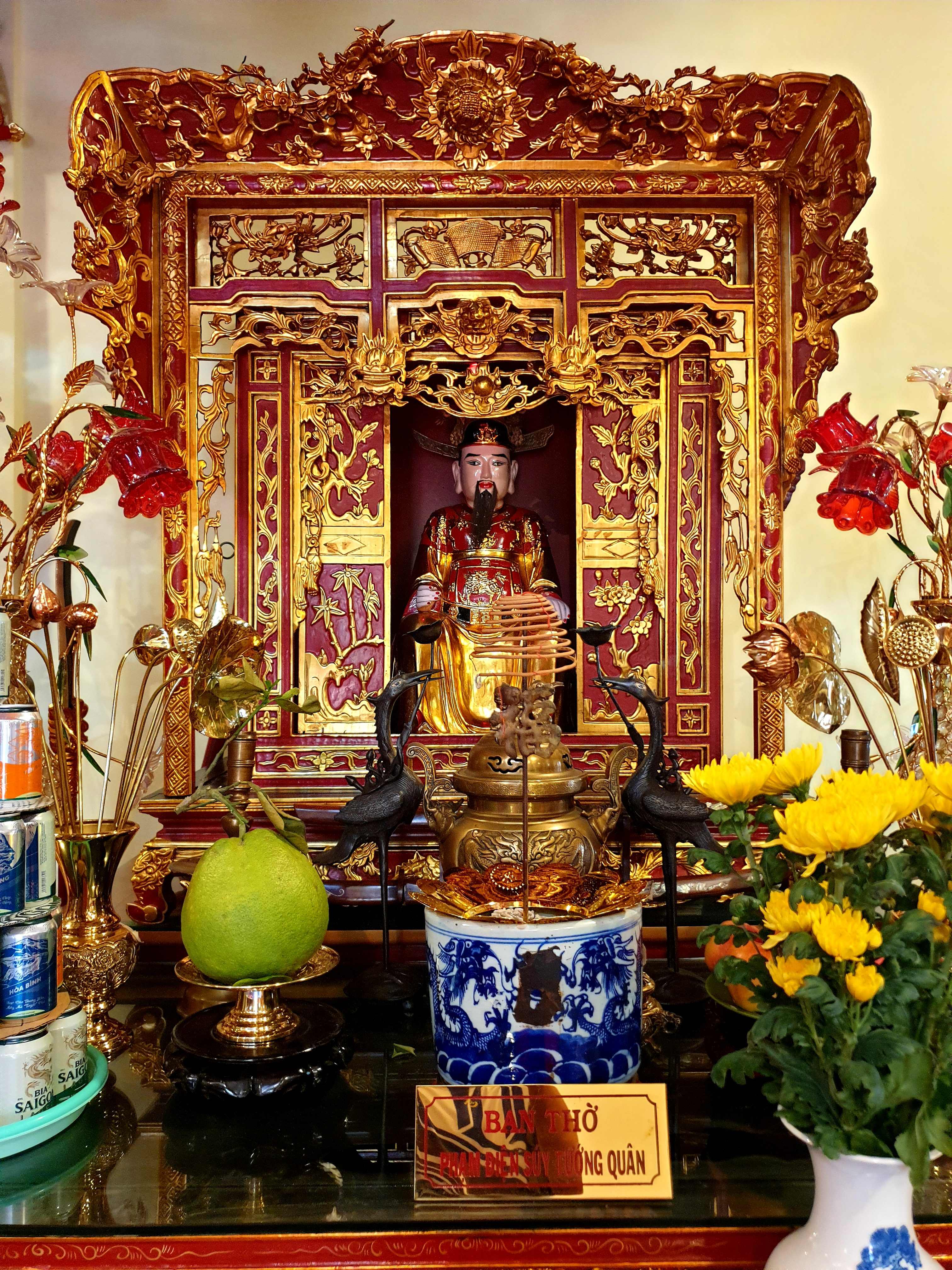
Danh tướng Phạm Ngũ Lão

#### Nhà Trần
- Phạm Kính Ân, Thái úy nhà Trần.
- Phạm Sư Mạnh: danh sĩ nhà Trần, học trò giỏi của Chu Văn An, nổi danh ngang Lê Quát.[3]
- Phạm Trần Thiện: Binh bộ Hiệp lý đề đốc Tứ vệ Ngự Doanh Lân Dương Hầu (Thời Vua Lê Chiêu Thống)
- Phạm Hữu Thế (Yết Kiêu): Danh tướng thời Trần, giúp nhà Trần đánh tan quân Nguyên Mông
- Phạm Ngũ Lão: danh tướng dưới quyền Trần Hưng Đạo.
- Phạm Thế Căng: Thổ hào vùng Nghệ An, trung thành với nhà Trần. Về sau, theo hàng Trương Phụ là một tướng nhà Minh làm phản. Khi Đặng Tất tiến đánh Nhật Lệ, Quảng Bình, ông bị giết.

#### Nhà Hậu Lê, Lê Trung Hưng, Nhà Mạc
- Phạm Thị Ngọc Trần: Cung Từ Cao hoàng hậu, vợ vua Lê Thái Tổ, thân mẫu vua Lê Thái Tông.[4][5]
- Phạm Đôn Lễ: Hay còn gọi Trạng Chiếu. Quê quán làng Hải Triều, huyện Ngư Thiên, nay thuộc huyện Hưng Hà, Thái Bình. Trú quán xã Thanh Nhàn, huyện Kim Hoa, nay thuộc Sóc Sơn, Hà Nội. Ông đỗ Đệ Nhất giáp Tiến sĩ đệ nhất danh (Trạng nguyên) khoa Tân Sửu, niên hiệu Hồng Đức 12 (1948) đời Lê Thánh Tông. Từ thi Hương đến thi Đình ông đều đỗ đầu. Ông là trạng nguyên được đi học sớm nhất. Khi mất nhân dân tôn làm Phúc Thần.
- Phạm Đốc: (1513-1558) tên thụy là Trung Nghi, ông là danh tướng thời Lê Trang Tông-Trịnh Kiểm. Quê ở Thổ sơn, Vĩnh Phúc, Thanh hóa (nay là thôn Thổ phụ, xã Vĩnh tiến, huyện Vĩnh lộc, tỉnh Thanh hóa). Ông làm quan tới chức Thái phó, tước Đức quận công. Khi mất ông được truy tặng Thái úy, tước Đức Quốc
- Phạm Huy: (1470 - ?) là một tiến sĩ dưới thời vua Lê Thánh Tông, từng làm đến chức Công Bộ đô cấp.

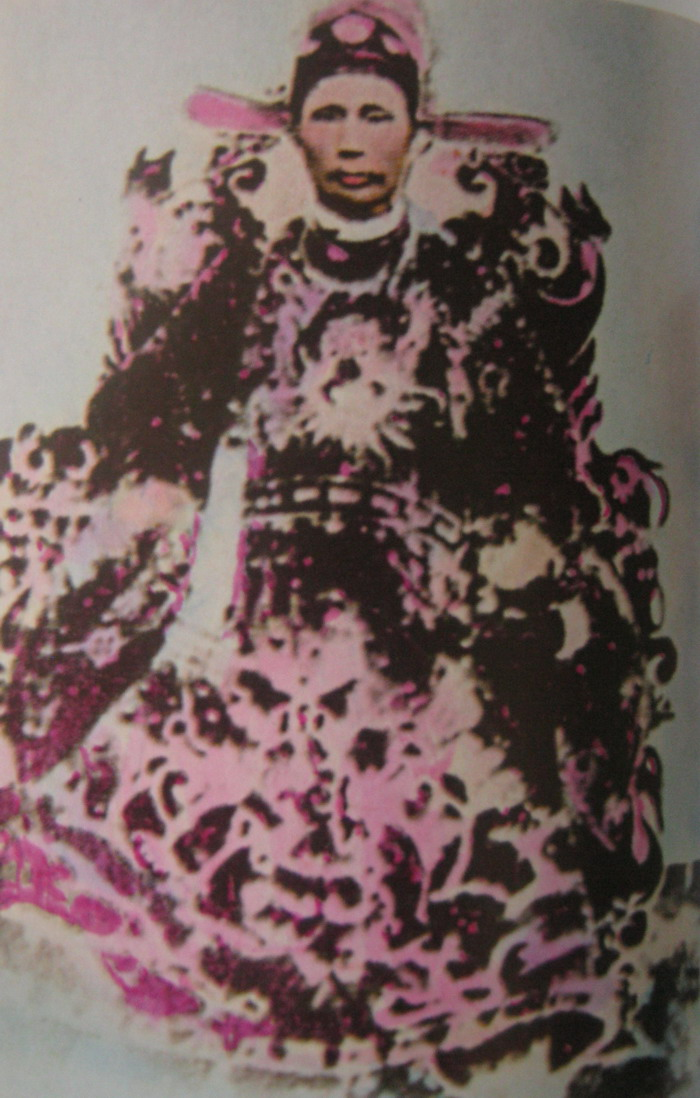
Phạm Phú Thứ

- Phạm Trấn (1523-?): người xã Lâm Kiều, huyện Gia Phúc, phủ Hạ Hồng, trấn Hải Dương (nay là thôn Lâm Cầu, xã Phạm Trấn, huyện Gia Lộc, tỉnh Hải Dương). Ông đỗ đệ nhất giáp đồng tiến sĩ cập đệ đệ nhất danh (trạng nguyên), khoa Bính Thìn niên hiệu Quang Bảo thứ 2 (1556) đời Mạc Tuyên Tông (Mạc Phúc Nguyên). Ông làm quan cho nhà Mạc, đến khi nhà Mạc mất cự tuyệt không ra làm quan cho nhà Lê nên bị ám hại.
- Phạm Duy Quyết (1521-?.chữ Hán: 范維玦), người làng Xác Khê, huyện Chí Linh, phủ Nam Sách, Hải Dương. Đỗ trạng nguyên năm 42 tuổi khoa Nhâm Tuất, niên hiệu Thuần Phúc thứ nhất (1562), đời Mạc Phúc Nguyên. Làm quan đến Tả thị lang bộ lại kiêm Đông các Đại học sĩ, tước Xác Khê Hầu.
- Phạm Tiên Nga: tên thật của Liễu Hạnh công chúa.
- Phạm Đình Hổ: nhà văn, nhà thơ thời Hậu Lê
- Phạm Nguyễn Du: nhà thơ thời Hậu Lê.
- Phạm Vấn: công thần khai quốc nhà Hậu Lê.
- Phạm Văn Xảo: công thần khai quốc nhà Hậu Lê.
- Phạm Đỉnh Chung范鼎鍾 người làng Tuấn Kiệt, huyện Đường An, Hải Dương, đỗ Đệ tam giáp đồng Tiến sĩ xuất thân, làm quan dưới thời Hậu Lê (Lê Dụ Tông).
- Phạm Đình Kính danh thần thời Lê Trung Hưng, Lại Quận Công trong lịch sử Việt Nam.
- Phạm Khiêm Ích đại thần nhà Lê Trung Hưng.[6]
- Phạm Quý Thích (范 貴 適, 1760-1825), tự: Dữ Đạo, hiệu: Lập Trai, biệt hiệu: Thảo Đường cư sĩ; là danh sĩ cuối đời Lê trung hưng-đầu đời Nguyễn trong lịch sử Việt Nam.
- Phạm Tử Nghi: danh tướng nhà Mạc, được ban tước Tứ Dương hầu, chức vụ Thái úy. Được thờ ở trên 70 lãng xã từ Quảng Ninh tới Ninh Bình, đặc biệt là vùng Hải Phòng, Hải Dương
- Phạm Đình Trọng tướng thời Lê Mạt trong lịch sử Việt Nam, có công dẹp khởi nghĩa nông dân Đàng Ngoài.

#### Nhà Tây Sơn
- Phạm Công Hưng: danh tướng, trụ cột nhà Tây Sơn.
- Phạm Văn Tham: Thái bảo, tướng lĩnh nhà Tây Sơn.
- Phạm Văn Điềm: tướng lĩnh kiệt xuất, trung thành của nhà Tây Sơn.
- Phạm Văn Định: tướng lĩnh nhà Tây Sơn.
- Phạm Ngạn: Tướng lĩnh nhà Tây Sơn.
- Phạm Văn Trị: Giả vương, tướng lĩnh của phong trào Tây Sơn.
- Phạm Thị Liên: Hoàng hậu, chính thất của vua Quang Trung.

#### Nhà Nguyễn

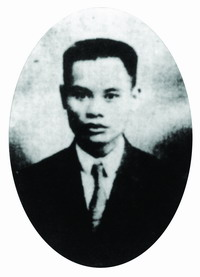
Phạm Hồng Thái

- Phạm Văn Nhân, tước vị Tiên Hưng Quận công, võ tướng đại thần triều Nguyễn.
- Phạm Viết Chánh: danh sĩ và là Án sát tỉnh An Giang triều vua Tự Đức, nhà Nguyễn.
- Phạm Phú Thứ: đại thần nhà Nguyễn.
- Phạm Hữu Nhật: thủy quân chánh đội trưởng suất đội Hoàng Sa triều Nguyễn.
- Phạm Hữu Tâm: danh tướng của nhà Nguyễn, Việt Nam.
- Phạm Thế Hiển: danh thần đời Minh Mạng.
- Phạm Thị Tuyết, phong hiệu Nhị giai Gia phi, thứ phi của vua Minh Mạng, mẹ sinh Thọ Xuân vương Miên Định.
- Thái hậu Từ Dụ, tên thật là Phạm Thị Hằng.
- Phạm Huy Quang:  (1846-1888), tên lúc nhỏ là Phạm Huy Ôn, quê làng Phù Lưu huyện Đông Quan tỉnh Nam Định (thời vua Tự Đức), nay là xã Đông Sơn huyện Đông Hưng tỉnh Thái Bình. Phạm Huy Quang, từng làm quan nhà Nguyễn tới chức Giám sát ngự sử đạo Đông Bắc (chức quan thuộc Đô sát viện nhà Nguyễn), là nghĩa quân chống Pháp, từng cùng Nguyễn Thiện Thuật, Tạ Hiện chỉ huy đánh Pháp trong trận Bắc Lệ, sau đó cùng Tạ Hiện lãnh đạo Cần Vương kháng Pháp tại Thái Bình và Nam Định theo lời kêu gọi của vua Hàm Nghi.

#### Hiện đại
- Phạm Hồng Thái: nhà hoạt động trong Phong trào Đông Du và là người đặt bom ám sát toàn quyền Đông Dương Martial Merlin vào năm 1924 tại Quảng Châu, Trung Quốc.
- Phạm Quỳnh: Thượng thư của Vua Bảo Đại
- Phạm Văn Đồng: Thủ tướng đầu tiên của nước Cộng hòa Xã hội chủ nghĩa Việt Nam từ năm 1976 (từ năm 1981 gọi là Chủ tịch Hội đồng Bộ trưởng), và giữ chức vụ Cố vấn Ban chấp hành Trung ương Đảng (1986-1987)cho đến khi nghỉ hưu năm 1987. Trước đó ông từng giữ chức vụ Thủ tướng Chính phủ Việt Nam Dân chủ Cộng hòa từ năm 1955 đến năm 1976.
- Trần Tử Bình: tên thật là Phạm Văn Phu. Là một trong những vị tướng đầu tiên của Việt Nam Dân chủ Cộng hòa.
- Phạm Hữu Lầu: đảng viên Đảng Cộng sản Việt Nam đầu tiên tại tỉnh Đồng Tháp. Bí thư Xứ ủy Nam bộ.
- Phạm Hùng, Chủ tịch Hội đồng Bộ trưởng nay là Thủ tướng Chính Phủ.
- Phạm Ngọc Thạch: Bác sĩ, Cố Bộ trưởng Bộ Y tế của Việt Nam Dân chủ Cộng hòa.
- Phạm Quang Lễ: tức Trần Đại Nghĩa, Thiếu tướng, Giáo sư, Viện sĩ.
- Phạm Văn Cương: tức Nguyễn Cơ Thạch, Cố Bộ trưởng Bộ Ngoại giao Việt Nam.
- Phạm Huy Thông: nhà thơ, nhà giáo, và nhà khoa học xã hội Việt Nam.
- Phạm Song: Giáo sư, Viện sĩ, Bộ trưởng Bộ Y tế Việt Nam.

Bác sĩ Phạm Ngọc Thạch

- Phạm Thế Duyệt: ủy viên Bộ Chính trị Ban Chấp hành Trung ương Đảng Cộng sản Việt Nam các khóa VII và VIII, Bí thư thành ủy Hà Nội, chủ tịch Ủy ban Trung ương Mặt trận Tổ quốc Việt Nam khóa V.
- Phạm Văn Trà: Đại tướng Quân đội Nhân dân Việt Nam, nguyên Bộ trưởng Bộ Quốc phòng Việt Nam từ năm 1997 đến năm 2006, ủy viên Bộ Chính trị, Ban chấp hành trung ương Đảng Cộng sản Việt Nam.
- Phạm Gia Khiêm: Ủy viên Bộ Chính trị, phó Thủ tướng Chính phủ Việt Nam.
- Phạm Quang Nghị: Bí thư Thành uỷ Hà Nội, Ủy viên Bộ Chính trị khoá X.
- Phạm Hồng Thanh (sinh năm 1946) là một Tướng lĩnh cấp cao trong Quân đội nhân dân Việt Nam, hàm Trung tướng, nguyên Phó Chủ nhiệm Tổng cục Chính trị (1998-2008).
- Phạm Thanh Ngân: thượng tướng, nguyên chủ nhiệm Tổng cục Chính trị Quân đội Nhân dân Việt Nam.
- Phạm Văn Côn: tên thường gọi là Trần Quyết.
- Phạm Xuân Ẩn: Thiếu tướng tình báo Quân đội Nhân dân Việt Nam.
- Phạm Kiệt: Phạm Quang Khanh, trung tướng Quân đội nhân dân Việt Nam.
- Phạm Hưng: là một luật sư và thẩm phán người Việt Nam. Ông từng là Chánh án Tòa án nhân dân tối cao Việt Nam từ tháng 2 năm 1979 đến tháng 5 năm 1997, Chủ tịch Hội Luật gia Việt Nam.
- Phạm Huy Dũng: (sinh năm 1962) là một tướng lĩnh trong Quân đội Nhân dân Việt Nam, hàm Thiếu tướng, hiện là Cục trưởng Cục Tác chiến Điện tử Quân đội Nhân dân Việt Nam.
- Phạm Huy Tập: (sinh năm 1957) là một sĩ quan cấp cao trong Quân đội Nhân dân Việt Nam, hàm Trung tướng, từng là Chính ủy Bộ đội Biên phòng từ năm 2012 đến năm 2017
- Phạm Huy Hùng:  sinh năm 1954, nguyên quán Hà Nội, là Tiến sĩ Kinh tế - Đại học Tài chính Kế toán (1997), là đại biểu Quốc hội Việt Nam khoá 13.
- Phạm Huyền Ngọc:  (sinh ngày 4 tháng 10 năm 1962) là một Đại tá Công an Nhân dân Việt Nam và chính trị gia người Việt Nam.
- Phạm Văn Hai: Anh hùng lực lượng vũ trang nhân dân kháng chiến chống Pháp và Mỹ.
- Phạm Văn Phú: Trung tướng Quân lực Việt Nam Cộng Hòa.
- Phạm Quốc Thuần, Trung tướng Quân Lực Việt Nam Cộng Hòa, Tư lệnh Quân đoàn 3 và Quân khu 3.
- Phạm Xuân Chiểu: Trung tướng QLVNCH, Tổng nha Cảnh sát Sài Gòn, Đại sứ VNCH tại Nam Triều Tiên (Hàn Quốc).
- Phạm Văn Bạch: Nguyên Chánh án Tòa án Nhân dân Tối cao nước Việt Nam Dân chủ Cộng hòa.
- Phạm Minh Chính: Thủ tướng Chính phủ Việt Nam nhiệm kỳ 2021-2026. Trưởng ban tổ chức trung ương đảng cộng sản Việt Nam, Phó Giáo sư, Tiến sĩ Luật
- Phạm Ngọc Thảo: đại tá tình báo Quân đội Nhân dân Việt Nam.
- Phạm Quý Ngọ: Trung tướng, Ủy viên Trung ương Đảng khóa XI, Thứ trưởng Bộ Công an.
- Phạm Tuân: Trung tướng, Anh hùng Lao động, Anh hùng Lực lượng vũ trang nhân dân, Anh hùng Liên Xô, người châu Á đầu tiên bay vào vũ trụ, nguyên Tư lệnh Quân chủng Phòng không-Không quân, nguyên Chủ nhiệm Tổng cục Công nghiệp Quốc phòng, Bộ Quốc phòng.
- Phạm Bình Minh: Ủy viên Trung ương Đảng khóa XI, Bộ trưởng Bộ Ngoại giao, con trai Nguyễn Cơ Thạch.
- Phạm Văn Đồng: Thủ tướng nước Việt Nam Dân chủ Cộng hòa từ 1955 đến 1976. Nay là nước CHXHCN Việt Nam.
- Phạm Dũng: Thượng tướng, phó giáo sư tiến sĩ, Anh hùng Lực lượng Vũ trang, Thứ trưởng Bộ Công an (nguyên Thứ trưởng Bộ Nội vụ, nguyên Trưởng ban Tôn giáo Chính phủ).
- Phạm Quốc Trung: Trung tướng, Phó Giáo sư, Hiệu trưởng Trường Đại học Chính trị Bộ Quốc phòng.
- Phạm Xuân Thuyết: là một sĩ quan cấp cao trong Quân đội Nhân dân Việt Nam, hàm Thiếu tướng. Ông từng giữ các chức vụ: Sư đoàn trưởng Sư đoàn 9, Phó Tư lệnh, Tham mưu trưởng Quân đoàn 4.

- Phạm Vũ Luận:  Ủy viên Ban Chấp hành Trung ương Đảng Cộng sản Việt Nam khóa XI (2011-2016), Đại biểu Quốc hội Việt Nam khóa XIII (nhiệm kỳ 2011-2016), Bộ trưởng Bộ Giáo dục và Đào tạo (2010-2016).
- Phạm Thị Hải Chuyền: Ủy viên BCH Trung uong khóa X,XI; Bộ trưởng Bộ Lao động Thương binh và Xã hội (2011-2016).
- Phạm Quang Vinh, Trung tướng QĐND-VN.
- Phạm Ngọc Tuyển: Thiếu tướng QĐ NDVN, Anh hùng lao động.
- Phạm Song: Bộ trưởng Bộ Y tế Việt Nam (tháng 11 năm 1988 – tháng 9 năm 1992), nguyên Ủy viên Ban Chấp hành Trung ương Đảng khóa VII, Giải thưởng Hồ Chí Minh. Quê quán:  xã Sơn Long, huyện Hương Sơn, Hà Tĩnh.

#### Lĩnh vực khác
- Phạm Công Tắc (1890-1959), tự là Ái Dân, biệt hiệu Tây Sơn Đạo, là một trong những lãnh đạo trong việc hình thành, xây dựng, phát triển và kiện toàn hệ thống tôn giáo của đạo Cao Đài. Ông còn là một nhân sĩ trí thức dấn thân nổi tiếng ở Việt Nam thế kỷ 20.Thủ tướng Phạm Văn Đồng

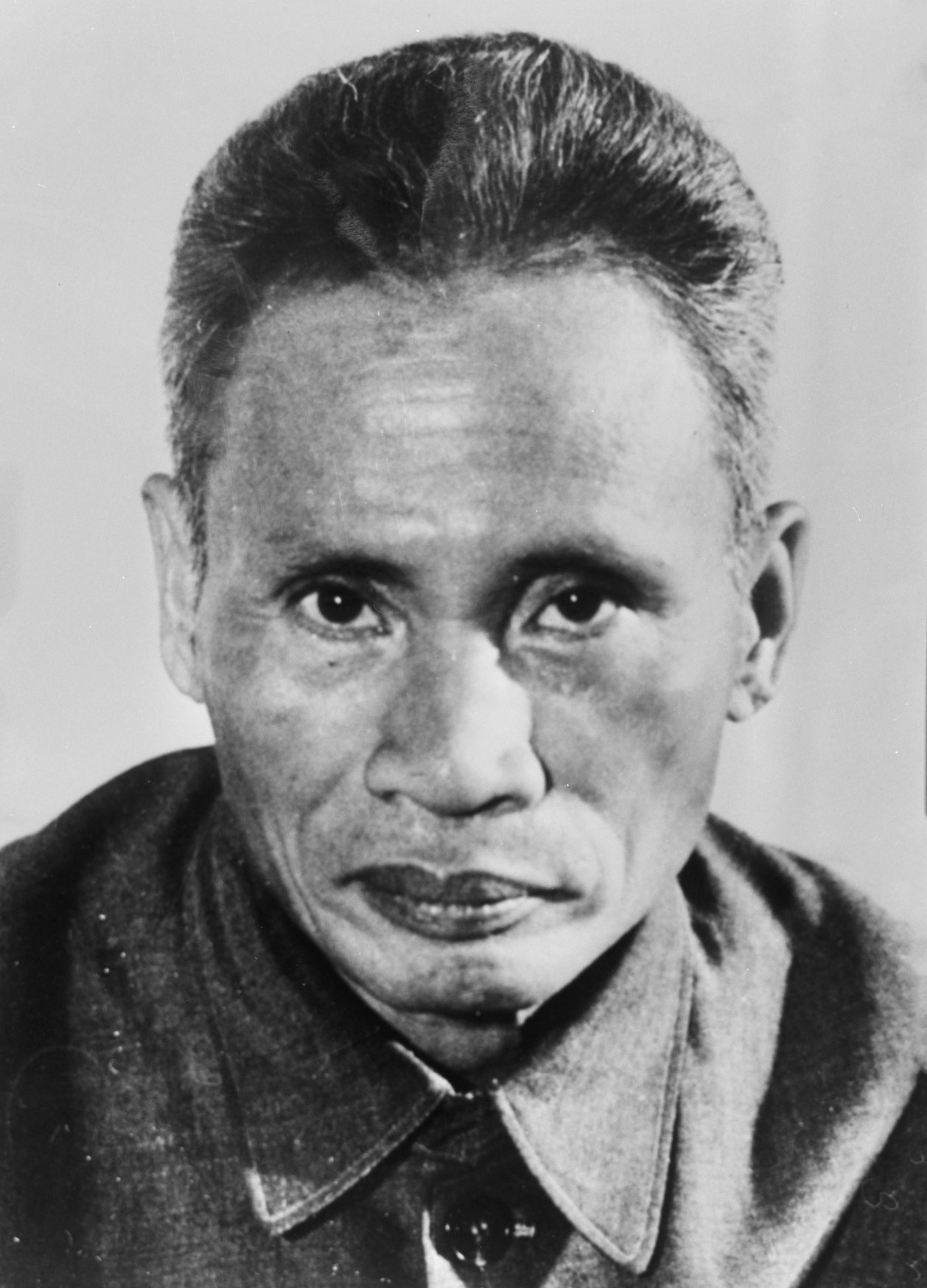
Thủ tướng Phạm Văn Đồng

- Phạm Ngọc Sơn Danh ca nhạc sĩ Ngọc Sơn, ca nhạc sĩ đương đại với nhiều nhạc phẩm tiêu biểu về Tình yêu, Tình Quê hương, Đất nước.
- Phạm Hồng Phước, nam ca sĩ, nhạc sĩ, diễn viên điện ảnh người Việt Nam.
- Phạm Công Thiện (1941-2011) là một thi sĩ, nhà văn, triết gia, học giả, và cư sĩ Phật giáo người Việt Nam với pháp danh Nguyên Tánh. Tuy nhận mình là nhà thơ và phủ nhận nghề triết gia, ông vẫn được coi là một triết gia thần đồng, một hiện tượng dị thường của Sài Gòn thập niên 1960 và của Việt Nam với những tư tưởng ít người hiểu và được bộc phát từ hồi còn rất trẻ. Bút danh khác: Hoàng Thu Uyên.
- Hòa thượng Thích Tuệ Sỹ tục danh Phạm Văn Thương sinh ngày 15 tháng 2 năm 1943 tại Paksé, Lào, ông quê tại Quảng Bình, Việt Nam, là một học giả uyên bác về Phật giáo, nguyên giáo sư thực thụ của Đại học Vạn Hạnh tại Sài Gòn, nhà văn, nhà thơ, dịch giả và là một người bất đồng chính kiến với Chính phủ Việt Nam. Ông hiện là Đệ nhất phó Viện trưởng Viện Hóa Đạo của Giáo hội Phật giáo Việt Nam Thống nhất (GHPGVNTN).
- Phạm Thiên Thư: (tức Phạm Kim Long) Nhà thơ, Cư sỹ Phật giáo
- Phạm Khuê: con trai Phạm Quỳnh, Cố Giáo sư, Bác sĩ, nguyên Viện trưởng Viện Lão khoa, Bộ Y tế.
- Phạm Tuyên: con trai Phạm Quỳnh, Nhạc sĩ Việt Nam.
- Phạm Tiến Duật: là một nhà thơ Việt Nam với nhiều tác phẩm thơ tiêu biểu viết trong thời kỳ Chiến tranh Việt Nam"Trường Sơn đông, Trường Sơn tây","Bài thơ về tiểu đội xe không kính"...
- Phạm Duy Tốn: nhà văn hiện thực.
- Phạm Trọng Cầu: một nhạc sĩ Việt Nam nổi tiếng, tác giả ca khúc Mùa thu không trở lại và bài hát thiếu nhi Cho con.
- Phạm Duy: con trai nhà văn Phạm Duy Tốn, nhạc sĩ tân nhạc nổi tiếng
- Phạm Đình Chương: nhạc sĩ nổi tiếng.
- Phạm Thế Mỹ: nhạc sĩ, nhà cách mạng nổi tiếng.
- Phạm Ngọc Minh: (sinh năm 1959) là một sĩ quan cấp cao trong Quân đội nhân dân Việt Nam, hàm Thượng tướng. Ông nguyên là Phó Tổng Tham mưu trưởng Quân đội nhân dân Việt Nam (2013-2019).
- Phạm Tăng: Họa sĩ với bức tranh"Vũ trụ", đã được giải thưởng của UNESCO.
- Phạm Hổ: nhà văn, anh trai nhạc sĩ Phạm Thế Mỹ.
- Phạm Tuấn Tài: (1905 - 1937), hiệu Mộng Tiên; là nhà giáo, nhà cách mạng Việt Nam
- Phạm Văn Mách: Lực sĩ
- Phạm Thành Lương: Cầu thủ bóng đá
- Phạm Văn Quyến: Cầu thủ bóng đá
- Phạm Phước Hưng: Vận động viên thể dụng dụng cụ hàng đầu Việt Nam
- Phạm Huỳnh Tam Lang: Cầu thủ đá bóng thời Việt Nam Cộng hòa
- Phạm Đức Huy, cầu thủ bóng đá, tuyển thủ thuộc đội tuyển U23 Việt Nam năm 2018.
- Florentin Phạm Huy Tiến, cầu thủ bóng đá Việt kiều Romania.
- Thanh Tuyền: Ca sĩ: Thanh Tuyền (Hải ngoại) - (Phạm Như Mai)
- Phạm Minh Tài: Nhà văn Sơn Nam, còn gọi là"ông già Nam Bộ". Là nhà văn, nhà báo, nhà khảo cứu Việt Nam.
- Phạm Văn Khoa: đạo diễn lão thành của điện ảnh cách mạng Việt Nam

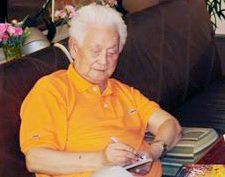
Nhạc sĩ Phạm Duy

- Phạm Cô Gia: lão nữ võ sư chưởng môn Phạm Gia võ phái.
- Phạm Khắc: Nghệ sĩ nhân dân, nguyên Giám đốc Đài Truyền hình HTV, Đạo diễn phim truyền hình
- Phạm Huy Quỹ:   (sinh năm 1910) và một giáo sư âm nhạc Việt Nam. Ông được xem là giáo sư đầu tiên của bộ môn cello tại Học viện Âm nhạc Quốc gia Việt Nam
- Phạm Hữu Quang:   (1952 - 2000) là một nhà thơ ở Đồng bằng sông Cửu Long
- Phạm Nhật Vượng: là một doanh nhân người Việt Nam được xem là vị tỷ phú đô la Mỹ đầu tiên trên sàn chứng khoán Việt Nam từ ngày 7 tháng 3 năm 2011 với giá trị tài sản lên đến khoảng 21.200 tỷ đồng Việt Nam tương đương 1 tỷ đô la Mỹ tại thời điểm đó (1 tỷ đô la bằng 20.000 tỷ đồng).Ông cũng chính là chủ tịch và người sáng lập ra Vin Group.Tháng 11/2017 tài sản tỷ phú Phạm Nhật Vượng tăng vọt lên 3,4 tỷ USD, trở thành người giàu thứ 665 thế giới nhờ Vincom Retail.
- Gioan Baotixita Phạm Minh Mẫn, hồng y - giám mục Công giáo Việt Nam, nguyên Tổng giám mục Tổng giáo phận Thành phố Hồ Chí Minh
- Louis Phạm Văn Nẫm, giám mục Công giáo Việt Nam, nguyên Giám mục phụ tá Tổng giáo phận Thành phố Hồ Chí Minh
- Giuse Phạm Văn Thiên, giám mục Công giáo Việt Nam, nguyên Giám mục tiên khởi Giáo phận Phú Cường
- Phaolô Giuse Phạm Đình Tụng, hồng y - giám mục Công giáo Việt Nam, nguyên Tổng giám mục Tổng giáo phận Hà Nội
- Giuse Maria Phạm Năng Tĩnh, giám mục Công giáo Việt Nam, nguyên Giám mục tiên khởi Giáo phận Bùi Chu
- Vinh Sơn Phạm Văn Dụ, giám mục Công giáo, nguyên Giám mục tiên khởi Giáo phận Lạng Sơn và Cao Bằng
- Phêrô Maria Phạm Ngọc Chi, giám mục Công giáo Việt Nam, nguyên Giám quản Giáo phận Bùi Chu, giám mục tiên khởi Giáo phận Qui Nhơn, Giáo phận Đà Nẵng
- Đan Trường, tên thật Phạm Đan Trường, Ca Sĩ Việt Nam
- Thanh Thảo (Ca Sĩ) , tên thật Phạm Trịnh Thanh Thảo, Ca Sĩ Nhạc Trẻ Việt Nam
- Khánh Phương, tên thật Phạm Khánh Phương, Ca Sĩ Nhạc Trẻ Việt Nam
- Phạm Quỳnh Anh, Ca Sĩ Nhạc Trẻ Việt Nam
- Quỳnh Nga, tên thật Phạm Thị Quỳnh Nga, Diễn Viên Truyền Hình, Ca Sĩ Nhạc Trẻ Việt Nam
- Hương Tràm, tên thật Phạm Thị Hương Tràm, Ca Sĩ Nhạc Trẻ Việt Nam
- Phạm Hải Yến, nữ cầu thủ bóng đá
- Phạm Khánh Hưng, Ca Sĩ Việt Nam
- Isaac, tên thật Phạm Lưu Tuấn Tài, Ca Sĩ Nhạc Trẻ Việt Nam
- Jun Phạm, tên thật Phạm Duy Thuận, Ca Sĩ Nhạc Trẻ Việt Nam
- Tuimi, tên thật Phạm Thùy My, Ca Sĩ, Rapper Việt Nam
- Khánh Ngọc, tên thật Phạm Thị Hồng Thanh, Ca Sĩ Việt Nam
- Phạm Phương Thảo, ca sĩ nhạc nhẹ, NSƯT Việt Nam

#### Người đẹp
- Phạm Thu Hằng - Hoa khôi Thủ đô Hà Nội 2005, đại diện Việt Nam dự thi Hoa hậu Hoàn vũ 2005
- Phạm Thị Thùy Dương - Á khôi 1 Hoa khôi Thủ đô Hà Nội 2005, đại diện Việt Nam dự thi Hoa hậu Quốc tế 2007
- Phạm Thị Hương - Hoa hậu Hoàn vũ Việt Nam 2015, đại diện Việt Nam tham dự Hoa hậu Hoàn vũ 2015
- Phạm Hồng Thúy Vân - Á khôi 1 Hoa khôi Áo dài Việt Nam 2014, Á hậu 3 Hoa hậu Quốc tế 2015, Á hậu 2 Hoa hậu Hoàn vũ Việt Nam 2019
- Jennifer Phạm (Phạm Vũ Phượng Hoàng) - Hoa hậu châu Á tại Mỹ 2006
- Phạm Thị Mai Phương - Hoa hậu Việt Nam 2002, đại diện Việt Nam tham dự Hoa hậu Thế giới 2002
- Phạm Thị Thanh Hằng - Siêu mẫu, Hoa hậu Phụ nữ Việt Nam qua ảnh 2002, đại diện Việt Nam tham dự Hoa hậu Liên lục địa 2005
- Phạm Ngọc Phương Anh - Á hậu 1 Hoa hậu Việt Nam 2020, đại diện Việt Nam tham dự Hoa hậu Quốc tế 2022
- Phạm Đình Minh Triệu, Giải Đồng Siêu mẫu Việt Nam 2008

### Trung Quốc
Gồm cả họ Phạm 范.
- Phạm Lãi, mưu thần của Việt Vương Câu Tiễn, giúp Câu Tiễn khôi phục nước Việt, diệt nước Ngô của Phù Sai
- Phạm Thư, mưu sĩ thời Chiến Quốc của nước Tần, giúp Tần thêm hùng mạnh, đặt nền móng để sau này Tần Thủy Hoàng thống nhất Trung Hoa
- Phạm Tăng, mưu sĩ của Hạng Vũ thời Hán Sở tranh hùng
- Phạm Diệp: nhà chính trị, sử học, nhà văn thời Lưu Tống của Nam Triều, tác giả bộ Hậu Hán thư.
- Phạm Trọng Yêm, Thừa tướng, nhà cải cách thời nhà Tống.
- Phạm Văn Trình, đại thần, khai quốc công thần nhà Thanh
- Phạm Hán Kiệt, Thiếu tướng quân đội Quốc Dân Đảng Trung Quốc
- Phạm Trường Long, Thượng tướng Quân Giải Phóng Nhân dân Trung Quốc
- Phạm Băng Băng, nữ diễn viên Trung Quốc
- Phạm Văn Phương, ca sĩ, diễn viên Singapore
- Phạm Thừa Thừa, nam ca sĩ, cựu thành viên nhóm nhạc Nine Percent, Trung Quốc, hiện tại hoạt động trong nhóm NEXT 7